# Los Angeles Times
Il Los Angeles Times è un quotidiano statunitense, con sede a Los Angeles, in California, fondato nel 1881 e distribuito in tutti gli stati dell'Ovest. È il quinto giornale statunitense per diffusione.
Dal 18 giugno 2018 la proprietà è controllata dal miliardario Patrick Soon-Shiong che l'ha rilevata insieme al San Diego Union Tribune per 500 milioni di dollari. Nel luglio 2018 il giornale ha lasciato la sede storica nel centro città (202 West 1st Street) per trasferirsi in una struttura vicina all'aeroporto internazionale di Los Angeles. Direttore è nominato Norman Pearlstine.
I suoi giornalisti hanno vinto 37 Premi Pulitzer.

## Storia
Pubblicato per la prima volta il 4 dicembre 1881 come Los Angeles Daily Times sotto la direzione di Nathan Cole jr e Thomas Gardiner, esce come giornale della sera ed è stampato dalla tipografia Mirror Company di proprietà di Jesse Yarnell e JJ Caystile. Presto l'iniziativa fallisce, la tipografia rileva il giornale che continua ad uscire per le insistenze di SJ Mathes, un altro socio, conferendo il ruolo di editore all'ex tenente colonnello dell'esercito dell'Unione Harrison Grey Otis.  Otis porta il giornale al successo finanziario e nel 1884 acquisisce il giornale e la tipografia per creare la Times-Mirror Company. 
Lo storico Kevin Starr descrive Otis (con Henry E. Huntington e Moses Sherman) come un uomo d'affari "in grado di manipolare l'intero apparato politico e l'opinione pubblica per il proprio arricchimento". La politica editoriale di Otis si basa sulla promozione di una buona cittadinanza, esaltando le virtù di Los Angeles e la sua crescita, combattendo le richieste della classe operaia americana. Il giornale sostiene anche gli sforzi per espandere l'approvvigionamento idrico della città attraverso l'acquisizione dell'Owens Valley Basin, uno sforzo descritto dal film, altamente romanzato, di Roman Polański, Chinatown.

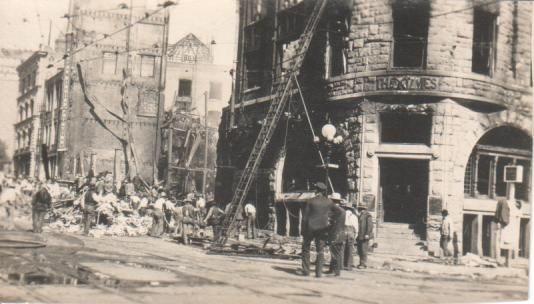
I resti dell'edificio del L.A. Times dopo l'attentato del 1910

L'impegno del LA Times nel combattere i sindacati locali porta all'attentato della sede del giornale dell'ottobre 1910 con la morte di 21 persone. Due leader sindacali, i fratelli James e Joseph McNamara, sono incriminati e la Federazione americana del lavoro assume l'avvocato Clarence Darrow per difendere i due che si dichiarano colpevoli.  Il giornale è presto trasferito al Times Building, disegnato da Gordon Kaufmann. Otis vorrà in cima allo stabile un'aquila di bronzo con la scritta (pensata dalla moglie Eliza): "Stand Fast, Stand Firm, Stand Sure, Stand True". Nel tempo l'edificio diventerà un'attrazione turistica. 

### Periodo Chandler
Quando Otis muore nel 1917, suo genero Harry Chandler prende in mano le redini del giornale come editore.  Lo fa per 27 anni: nel 1944 Harry Chandler è sostituito dal figlio, Norman Chandler, che gestisce il giornale durante il periodo di rapida crescita nel dopoguerra di Los Angeles. La moglie di Norman, ereditiera ed ex studentessa di Stanford, Dorothy Buffum Chandler, diventa molto attiva nella vita della città e guida l'impegno di costruire il Los Angeles Music Center, la cui sala da concerto principale si chiama Dorothy Chandler Pavilion in suo onore.  I membri della famiglia sono sepolti all'Hollywood Forever Cemetery vicino ai Paramount Studios.  Il sito include anche un memoriale per le vittime dell'attacco del LA Times. 
La Times-Mirror Company, che pubblica il LA Times, è anche uno dei fondatori e co-proprietario di CBS e della televisione indipendente KTTV. Diventa l'unica proprietaria nel 1951. Poi nel 1963 la rivende a Metromedia. Questa stazione è ora di proprietà di Fox tramite Newscorp. 
La quarta generazione della famiglia Chandler, rappresentata da Otis Chandler, è alla guida dell'azienda dal 1960 al 1980. Cerca di ottenere dai centri di potere degli Stati Uniti settentrionali il riconoscimento del giornale che fino a quel momento non è stato preso in considerazione a causa della sua distanza geografica e culturale. Cerca anche di riorganizzare il giornale sul modello dei giornali più rispettati della nazione, tra cui il New York Times e il Washington Post. Credendo che la sala stampa sia "il cuore del business", Otis Chandler aumenta il numero e lo stipendio delle squadre dei giornalisti e amplia la copertura del quotidiano su eventi nazionali e internazionali.  Nel 1962 il giornale si fonde con il Washington Post per formare il Los Angeles Times-Washington Post News Service in grado di distribuire gli articoli di entrambi i quotidiani ad altre agenzie di stampa. 
Durante gli anni Sessanta il giornale vince ben quattro premi Pulitzer, più che nei precedenti nove decenni messi insieme.  Nel 1990 un premio Pulitzer è assegnato al giornalista del Los Angeles Times Jim Murray, considerato da molti come uno dei più grandi cronisti sportivi.

### Cambi di proprietà
Alla fine degli anni Ottanta inizia il declino delle vendite del giornale: la proprietà decide il blocco delle assunzioni nel 1991-92, riduce il raggio di circolazione nella Central Valley della California, nel Nevada, in Arizona. Tra le spiegazioni fornite per il calo delle vendite, accentato a metà degli anni Novanta, l'orientamento troppo liberale attribuito al giornale, la crescente disponibilità di nuovi media come internet e la televisione via cavo, la rapida successione di direttori decisa dall'editore Mark Willes dopo che Oto Chandler ha lasciato il controllo del quotidiano nel 1995.
Nel 2000 The Times-Mirror Company é acquistata dalla Chicago Tribune Company, mettendo fine a uno degli ultimi casi di un giornale metropolitano americano a conduzione familiare.  John Carroll, ex redattore capo del Baltimore Sun, viene posto alla guida del giornale con il compito di rinnovarlo. Durante il suo mandato al Los Angeles Times, sono cancellati più di 200 posti di lavoro, ma non è abbastanza per la nuova proprietà. Nonostante un aumento del profitto del 20%, i dirigenti della Tribune Company sono insoddisfatti e John Carroll lascia il Los Angeles Times nel 2005. Il suo successore, Dean Baquet (il primo afro-americano ad assumere una posizione editoriale simile in un quotidiano di alto livello), si rifiuta di imporre altri tagli aggiuntivi imposti dalla proprietà. Viene poco dopo rimosso dalla direzione e sostituito da James O'Shea del Chicago Tribune. Anche lui dura poco, lascia nel gennaio 2008 per una discussione sul budget con la nuova proprietà. 
Già, perché il 2 aprile 2007 la Tribune Company ha deciso di uscire dal settore, vendendo il Chicago Tribune e il Los Angeles Times ad un imprenditore che ha fatto fortuna con gli immobili, Sam Zell, proprietario tra l'altro del club di baseball dei Chicago Cubs ed ex proprietario di un gruppo radiotelevisivo, Jacor Communications, ceduto nel 1999. L'acquisizione del gruppo editoriale viene perfezionata il 20 dicembre 2007 con Zell che diventa presidente e amministratore delegato. Per effettuare l'acquisto Zell vende i Chicago Cubs e la partecipazione del 25% della società in Comcast SportsNet Chicago. Ma l'onere del debito contratto come parte dell'acquisizione e la crisi generale del 2008 che coinvolge naturalmente anche la carta stampata, la Tribune Co. presenta nel dicembre 2008 una richiesta di fallimento in base al chapter 11.
Il 20 giugno 2016 la società adottato il nome Tronc (abbreviazione di "Tribune online content".Il suo principale azionista, con una quota del 17,9%, è il magnate americano Michael W. Ferro, Jr. Nel 2016 il New York Times lo ha definito "uno dei mogul dei media più significativi e imprevedibili del paese".
Il 7 febbraio 2018 Tronc Inc. vende il Los Angeles Times insieme ad altre proprietà della California meridionale (San Diego Union Tribune, Hoy) a un investitore biotech miliardario Patrick Soon-Shiong. Questo acquisto da parte di Soon-Shiong attraverso il suo fondo di investimento Nant Capital, perfezionato in giugno, è di 500 milioni di dollari. In luglio la sede del quotidiano è trasferita a El Segundo, nei pressi dell'aeroporto di Los Angeles. La società ritorna in ottobre al vecchio nome di Tribune Publishing.

## Elezioni presidenziali del 2016
In occasione delle elezioni presidenziali americane il Los Angeles Times è stato l'unico quotidiano a non dare un vantaggio a Donald Trump, assegnando un vantaggio oscillatorio tra il 2% e il 6% al candidato Hillary Clinton.